# Monte Verde
Monte Verde is een belangrijke archeologische vindplaats van de vroege Lithische periode in Chili, ontdekt in 1976. Monte Verde staat op de voorlopige lijst van Werelderfgoederen van de UNESCO.
Monte Verde is gelegen in een Sub-Antarctisch en eeuwig groen bos in een laaggebergte in het zuiden van Chili in de buurt van de rivier de Maullín. Er wordt van uitgegaan dat er ongeveer 12.000 jaar geleden een groep van ongeveer twintig tot dertig mensen gewoond moet hebben. Nadat de plek door vernatting in een moeras veranderd was, en verdere bewoning onmogelijk was, werd ze afgedekt door een dikke turflaag. De vulkanen van de Andes zorgden bovendien voor een tweede beschermende zegel in de vorm van ijzeroxide dat de vindplaats zeer goed conserveerde.

## Ontdekking
De vindplaats werd in de jaren 1970 ontdekt door lokale boeren. Door hun werkzaamheden aan het land ontstond er erosie. Dit veroorzaakte veranderingen van de riviertjes die grote slagtanden van mastodonten zichtbaar maakte. De bewoners herkenden die niet als zodanig, maar de familie Barría bewaarde deze als curiositeit. In 1976 liep een student, Luis Werner, van de Universidad Austral de Chile, door de plaats en kreeg van de familie Barría de slagtanden. Hij gaf ze door aan Mauricio van de Maele y Troncoso, die daarop Monte Verde bezocht. Hij verzamelde botten met wat zichtbaar was in de lagen van Chichihuapi.

## Onderzoek
De verkenning van de vindplaats begon al in 1977 onder leiding van de archeoloog Mario Pino en Tom Dillehay samen met vier van zijn leerlingen van de Universidad Austral de Chile. De eerste opgravingen, die door professor Tom Dillehay van de universiteit van Kentucky werden geleid, tonen de aanwezigheid aan van mensen die daar gedurende een lange periode hebben geleefd. C14-datering geeft aan dat mensen deze plaats (Monte Verde II) tussen 12.500 jaar en 15.000 jaar geleden hebben bewoond. Dit is twee- tot drieduizend jaar eerder dan de periode waarvan de Clovisvindplaats in het centrum van de Verenigde Staten dateert.
Tom Dillehay heeft er de plekken van verschillende schuilplaatsen (twaalf goed behouden structuren) gevonden. Deze bestonden uit een geraamte van palen bedekt met dierenhuiden, alsmede constructies van hout. Sommige palen die werden teruggevonden droegen nog fragmenten van de originele dierenhuiden.
Monte Verde bevatte stenen gebruiksvoorwerpen, beenderen, leer van mastodonten, hout, coprolieten van mensen, vlees, een rijke verzameling hout en veel soorten plantenresten en de afdrukken van een kleine voet. Onder de stenen gebruiksvoorwerpen waren stenen die geschikt zijn voor een slinger en bola's. Ook werd er een spijkervormige cilindrische steen gevonden die gebruikt zou kunnen zijn om te boren. Er zijn twee speerpuntige projectielen gevonden die gelijkenis tonen met El Joboprojectielpunten gevonden in Taima-Taima in Venezuela. Van hout werd er onder andere een speervormige punt gevonden en stokken om mee te graven. Hout werd ook gebruikt als basis voor twee typen behuizing. Als basis voor een rechthoekige woning, met houten planken op de grond. Verticale palen dienden als structuur voor het huis. De huizen waren 3 tot 4,5 meter per kant. De rechthoekige structuren hiervan lijken erg op die van woningen van Tehuelches in Patagonië en van soortgelijke hutten van de Kawésqar in Patagonië. Afgezonderd hiervan stond een U-vormig bouwwerk van 3 meter breed en 4 meter lang. Zand of gravel diende als vloer. Hout in verticale positie stond er om de halve meter en diende om de lederen bedekking vast te zetten. Op de open zijde bevond zich een open plek met enkele kleine vuurhaarden bedekt met klei. Op deze open plek werden er naast bont en tanden verbrande zaden en medicinale planten gevonden. Deze vindplaats vertegenwoordigde een kampplaats van jagers en verzamelaars die semisedentair tot sedentair waren.
In 1979 werd de vindplaats gepresenteerd op het 12e Nationale Congres van Archeologie op de Campus van Teja van de Universidad Austral in Valdivia in Chili.

## Nieuwe analyses
In 1997 hebben andere opgravingen plaatsgevonden dicht bij de eerste vindplaats van Monte Verde. Deze werden uitgevoerd onder leiding van Tom Dillehay. Bij deze opgravingen zijn onder andere stenen werktuigen, artefacten en gebrand hout gevonden. C14-analyses van houtskoolfragmenten uit de diepste lagen gaven data die zich in de marge van 33.000 jaar tot 35.000 jaar BP bevonden. Dillehay was terughoudend over deze extreem vroege dateringen, die ook door andere wetenschappers niet algemeen erkend werden. In 2015 publiceerde Dillehay een herziene datering tussen 18.500 en 14.500 cal BP.
Andere belangrijke pre-Clovisopgravingen zijn het skelet van Luzia in Brazilië en de plaatsen Pedra Furada in Brazilië, Piedre Meuseo in Argentinië, Cerro Toluquilla en Hueyatlaco gelegen in Mexico, Tibito in Colombia, Cactus Hill, Topper, The Schaefer and Hebior mammoth sites en Meadowcroft Rockshelter in de Verenigde Staten.